# Trudy Beelen
Trudy Beelen is een voormalig Nederlands softballer.
Beelen was een rechtshandige werpster en kwam uit voor de vereniging de HCC, later Sparks uit Haarlem. Ze was tevens lid van het Nederlands damessoftbalteam waarvoor ze tussen 1964 en 1968 uitkwam.